# Prodelfinidin B3
Prodelfinidin B3 je prodelfinidinski dimer prisutan u prehrambenim proizvodima kao što je ječam i pivo, u voću i mahunastom povrću. On je takođe prisutan u ljuskama nara.
Ovo jedinjenje se može dobiti sintetičkim putem.

## Spoljašnje veze
- Prodelphinidin B3 on www.phenol-explorer.eu